# 鎌田麻里名
鎌田 麻里名（かまた まりな、1984年7月10日 - ）は、日本の女優。劇団スーパー・エキセントリック・シアター (SET) 所属。
埼玉県出身。趣味はイラスト、クラリネット。特技はベース、ギター、音楽鑑賞、観劇。

## 出演作

### テレビ番組
- 夜は胸きゅん（2007年、NHK）
- ドラクロワ 第2シリーズ（2012年、NHK）

### テレビドラマ
- 世界の中心で、愛をさけぶ（2004年、TBS） - クラスメイト 役
- ハケンの品格（2007年、日本テレビ）
- 大切なことはすべて君が教えてくれた 最終話（2011年、フジテレビ） - 空港の案内 役
- 使命と魂のリミット（2011年、NHK）
- ブラックボード〜時代と戦った教師たち〜 第一夜（2012年、TBS）
- 銭の戦争 第1話・第10話（2015年、関西テレビ）
- 事故調（2015年、テレビ東京） - 秘書 役
- めぐる未来 第7話（2024年2月29日、読売テレビ・日本テレビ）

### ラジオ番組
- SET☆ときめきクエスト! (2023年4月5日 - 、K-MIX) - メインパーソナリティ[1]

### ラジオドラマ
- THE FANTASTIC HOTEL 第9話・第12話（2007年、茨城放送） - 佐々木はるか 役（第9話）、坂口薫 役（第12話）

### 映画
- 東京フレンズ The Movie（2006年、松竹）

### 舞台
- 伊東四朗一座「喜劇 芸人誕生物語」（2005年、サンシャイン劇場）
- 熱海五郎一座「狼少女伝説TOH!!」（2007年、天王洲 銀河劇場）
- 伊東四朗一座×熱海五郎一座 合同公演喜劇「日本映画頂上決戦〜銀幕の掟をぶっとばせ！〜」（2009年、青山劇場）
- 小林幸子特別公演（2010年・2011年・2012年、明治座/御園座）
- 伊東四朗一座×熱海五郎一座 三宅裕司生誕60周年記念「こんにちは赤ちゃん」（2011年、赤坂ACTシアター）
- 劇団K助 Presents 公演「オムニー5」（2012年、野方区民ホール）
- 熱海五郎一座「落語日本花吹雪〜出囃子は殺しのブルース〜」（2012年、サンシャイン劇場/新潟県民会館）
- 熱海五郎一座 一座結成10周年記念公演「天使はなぜ村に行ったのか」（2013年、サンシャイン劇場/森ノ宮ピロティホール）
- 熱海五郎一座「天然女房のスパイ大作戦」（2014年、新橋演舞場）
- 熱海五郎一座「プリティーウーマンの勝手にボディガード」（2015年、新橋演舞場）
- ディストピア西遊記（2015年、東京芸術劇場小ホール シアターウェスト）